# Johan Prijs
Johan Prijs was een Nederlands illustrator en boekbandontwerper van wie voornamelijk de omslagen voor boeken bekend zijn. Over Prijs zelf zijn geen bijzonderheden te achterhalen. Hij werkte in de jaren tussen 1910 en 1930. Voor de volgende detectiveromans uit de 2e G.G.-reeks van Ivans (pseudoniem van Jakob van Schevichaven) ontwierp hij behalve de omslagen ook illustraties, alle voor uitgever Bruna:
- Onze groote Onbekende
- Het Geheim van den Koepel
- Geheime Dienst
- De Boschgeest
- De Dissonant
- De Dwerg van Stockton Court
- Het Brocken-spook
- Mystificaties
- Het Landhuis van mevrouw Kortland

Voor de boeken van Jules van Dam, ook een grote onbekende, ontwierp hij de volgende omslagen, onder andere voor de Stadelmann-serie, een reeks uitgegeven ook door Bruna in Utrecht:
- Een Wreker van Ongerechtigheden
- De Blinde Bedelaar
- De Getuigenis van het Marmeren Klokje
- De Waanzinnige Lord
- De Tafelronde in het Café Imperiaal
- De Tweemaal gestolen Brieven (verscheen in de Marabesco-reeks)
- De Moord in de Nachttrein (verscheen in de Marabesco-reeks)